# 陈阁老宅
陈阁老宅位于中国浙江省嘉兴市海宁市盐官镇堰瓦坝、古邑路150号，是清康熙二十四年（1685）榜眼、雍正年间太子太傅、文渊阁大学士陈元龙的府第，因清代內閣大學士又称「阁老」故名。2005年3月列入浙江省文物保护单位，2013年5月列入第七批全国重点文物保护单位。
该建筑初建于明代中期，陈元龙时对其进行了大规模扩建，形成东中西三条轴线、南为后花园的平面布局，中路建筑坐南朝北、东西两路坐北朝南。原中轴线上自北至南依次为轿厅、爱日堂（百桌厅）、大楼（戏楼）、外红槛杆和内红槛杆等，东路自北至南依次为祠堂、寝楼（老大房）、筠香馆（书斋）和双清草堂（花厅）及宝砚斋等，西路则多为家伶戏班住房、库房等。现存中路的轿厅和东路的祠堂、寝楼、筠香馆、双清草堂及宝砚斋等清代遗存，此外在2002至2003年重建了中路的爱日堂、大楼及西路的部分建筑。宅内还保留有《渤海藏真》碑刻、雍正赐“躬身著训”九龙匾和明代罗汉松等，被誉为老宅“三宝”。